# Suzuka (manga)
Pour les articles homonymes, voir Suzuka.
Suzuka (涼風) est un shōnen manga de Kōji Seo. La série est une comédie romantique centrée sur les personnages qui utilise l'athlétisme comme intrigue secondaire ; l'histoire suit principalement la vie de l'adolescent Yamato Akitsuki qui a déménagé à Tokyo pour se changer les idées et tombe amoureux de Suzuka Asahina, une talentueuse athlète de saut en hauteur qui vit dans le dortoir de la tante de Yamato et fréquente son nouveau lycée.
La série est prépubliée entre mars 2004 et septembre 2007 dans le magazine Weekly Shōnen Magazine, et est compilé en 18 volumes reliés par Kōdansha. La version française était publiée en intégralité par Pika Édition.
Une adaptation en série télévisée d'animation produite par Studio Comet est diffusée entre juillet et décembre 2005.
Bien que pouvant de prime abord faire penser à une œuvre de type harem, Suzuka est narré sur un ton sérieux plutôt que comique et est à classer dans la catégorie drama/romance, notamment avec l'adaptation en anime  présentant une absence quasi totale de scènes ecchi et l'accent mis sur les relations.
Une série connexe par le même auteur, Kimi no iru machi (A Town Where You Live), est aussi publiée dans le Weekly Shōnen Magazine de 2008 à 2014, et une suite, Fûka, est publiée dans le même magazine de 2014 à 2018.

## Synopsis
Suzuka raconte l'histoire d'un jeune homme, Yamato Akitsuki, qui tombe amoureux d'une jeune athlète : Suzuka Asahina ; dont la vie est entièrement consacrée au sport.
Yamato découvrira qu'il habite à côté de Suzuka et trouvera l'occasion de déclarer son amour, qui se verra rejeté. Il s'avère que Suzuka a perdu son amoureux quelques années auparavant, sprinter comme Yamato, peu après qu'il lui eut fait une déclaration. Yamato décide donc de se mettre avec Honoka Sakurai qui l'aime depuis longtemps, bien que lui-même semble encore éprouver des sentiments pour Suzuka. Mais Sakurai lui offre un bien important (notamment pour un sportif) : la paix intérieure.

## Personnages

### Personnages principaux
- Yamato Akitsuki (秋月 大和, Akitsuki Yamato?), 15 ans, né le 30 juillet, 176 cm, 60 kg, groupe sanguin O.

Voix japonaise : Daisuke Nakamura
C'est le personnage principal du manga. Il vivait dans une région rurale de la préfecture de Hiroshima et déménage chez sa tante, qui gère des bains publics et une pension pour fille, afin d'étudier en sport études dans un lycée de Tokyo. Il espère que ceci occasionnera du changement dans sa vie. Un jour, alors qu'il se balade près de son futur lycée, il aperçoit une jeune sauteuse en hauteur à l'entrainement et c'est le coup de foudre. Il apprend par la suite que cette jeune fille est sa voisine de chambre, Suzuka Asahina. L'attitude impulsive et désinvolte de Yamato le mène à de nombreuses situations compromettantes. Cependant, lorsqu'il est motivé, il parvient à être déterminé et concentré. Dans l'œuvre Fûka du même auteur, Yamato a remporté une médaille d'argent aux Jeux Olympiques.
- Suzuka Asahina (朝比奈 涼風, Asahina Suzuka?), 15 ans, née le 1er juin, 164 cm, groupe sanguin B, mensurations 80-58-83.

Voix japonaise : Kanako Mitsuhashi
C'est le personnage féminin principal et celle dont s'est épris Yamato. Elle est venue de Yokohama pour étudier dans le même lycée, recrutée pour ses talents en saut en hauteur. Elle prend l'athlétisme très au sérieux et a tendance à se mettre de la pression afin de ne pas décevoir tous les gens qui croient en elle. Elle n'exprime pas ses sentiments dans le but de se protéger, ceci étant dû à un événement traumatisant de son passé.
- Honoka Sakurai (桜井 萌果, Sakurai Honoka?), née le 16 septembre, 155 cm, groupe sanguin A, mensurations 81-59-84.

Voix japonaise : Yumiko Hosono
Elle a rencontré Yamato pour la première fois lorsqu'ils étaient plus jeunes au temple de sa famille où ce dernier avait l'habitude de se recueillir lorsqu'il venait chez sa tante. Lors de leur première rencontre, il avait réparé la cloche du temple que cette dernière avait malencontreusement abimé lui évitant ainsi les remontrances de son père. Depuis ce jour, elle a le béguin pour lui mais, par timidité, n'a jamais osé lui avouer. La chance lui sourit enfin lorsqu'ils intègrent le même lycée et, qui plus est, sont réunis dans la même classe. Elle ne laisse pas passer l'opportunité et, surmontant sa timidité, se décide enfin à lui parler.
- Yasunobu Hattori (服部 安信, Hattori Yasunobu?), né le 16 décembre, 175 cm, 62 kg, groupe sanguin O.

Voix japonaise : Takanori Oyama
Il est le premier à avoir rencontré Yamato lorsque ce dernier, enfant, ne parvint plus à retrouver la maison de sa tante. Il l'a alors reconduit chez lui et ils sont devenus amis, bien que Yamato ait du mal à supporter certains de ses côtés. En effet, il a pour but de devenir un "homme à femmes" et pour cela multiplie les rendez-vous galants. Son rêve est que la polygamie soit légalisée au Japon. Yamato le consulte souvent pour des conseils en matière d'amour mais préfère ne pas les suivre.
- Miki Hashiba (羽柴 美紀, Hashiba Miki?), née le 31 décembre, 167 cm, groupe sanguin O, mensurations 88-58-85.

Voix japonaise : Seika Hosokawa
C'est une sprinteuse de l'équipe d'athlétisme et elle est aussi la meilleure amie de Suzuka. Quand elle la rencontra les premières fois lors de meetings, elle ne l'aima pas beaucoup car elle la trouvait suffisante. Mais elle comprit rapidement la pression que Suzuka se mettait elle-même sur les épaules. Elle devient par la suite aussi amie avec Yamato. Puisqu'elle est ami avec les deux, elle s'efforce de les comprendre et n'hésite pas à faire des remarques à l'un ou l'autre lorsqu'elle juge que cela est opportun. Elle semble détester la personnalité de playboy de Yasunobu et, pour cela, est souvent en conflit avec lui.

### Personnages secondaires
- Kazuki Tsuda (津田 和輝, Tsuda Kazuki?), né le 29 septembre, 175 cm, 64 kg, groupe sanguin B

Voix japonaise : Mamoru Miyano
Excellent coureur, amoureux d'Asahina avec qui il se chamaillait souvent, il est décédé percuté par un camion après s'être déclaré amoureux de Suzuka.
- Miho Fujikawa (藤川 美穂, Fujikawa Miho?), née le 21 mars, 148 cm, groupe sanguin B

Voix japonaise : Satomi Akesaka
Sorte de petite sœur pour Yamato (elle est en réalité sa cousine), avec qui elle prend toujours son petit-déjeuner, accompagnée de Suzuka et de sa mère, elle tente de protéger Yamato.
- Ayano Fujikawa (藤川 綾乃, Fujikawa Ayano?), née le 11 février, 161 cm, 49 kg, groupe sanguin O, mensurations 88-58-90

Voix japonaise : Yuki Kaida
Mère de Miho, tante de Yamato, elle est la propriétaire de la pension.
- Yuka Saotome (早乙女 優花, Saotome Yūka?), née le 10 octobre, 158 cm, 44 kg, groupe sanguin B, mensurations 80-57-84

Voix japonaise : Masami Suzuki
Fille superficielle en apparence, fréquemment sous l'emprise de l'alcool, Yūka se révèle une personne sensible qui conseille efficacement Yamato.
- Megumi Matsumoto (松本 恵美, Matsumoto Megumi?), née le 14 mai, 162 cm, 47 kg, groupe sanguin AB, mensurations 91-59-87

Voix japonaise : Hatsumi Miura
Résidente de la pension de la tante de Yamato, inséparable de Yūka, elle déteste les garçons en général, qui ne s'intéresseraient qu'à sa poitrine.
- Sōichi Miyamoto (宮本 総一, Miyamoto Sōichi?), né le 9 mars, 178 cm, 65 kg, groupe sanguin A

Voix japonaise : Takeshi Maeda
Chef de l'équipe d'athlétisme pour la course, il est celui qui a insisté pour l'incorporation de Yamato dans l'équipe, après l'avoir vu battre le champion de l'école.

## Manga
Le manga Suzuka (涼風) est lancé dans un premier temps comme un one shot du magazine de prépublication de shōnen manga le Weekly Shōnen Magazine, publié par Kōdansha, en décembre 2003. Sa publication en série débute dans le même magazine le 3 mars 2004 et s'achève le 21 septembre 2007, avec 166 chapitres au total. Les chapitres ont été compilés en dix-huit volumes reliés par Kōdansha, chaque volume étant publié environ chaque trimestre. Ces volumes incluent souvent des profils de personnages ou des histoires supplémentaires.
Une version française est publiée par Pika Édition avec le premier volume en mai 2007 et le dernier en mai 2010, pour un rythme bimestriel ; fin août 2014, la maison d'édition française annonce l'arrête de commercialisation de la série pour le 30 novembre 2014. Star Comics publie une version italienne du manga depuis juin 2014. En Amérique du Nord, une première version en anglais de Suzuka est publiée par Del Rey, devenant le premier manga sportif de l'éditeur et le deuxième titre à être ajouté sous sa catégorie « mature », le premier étant le manga Basilisk ; quinze volumes avaient été publiés avec le premier volume sorti le 29 août 2006 et le dernier, une collection de 592 pages contenant les volumes 13, 14 et 15, a été publié en Amérique du Nord le 31 août 2010. Mais avec la faillite de Del Rey, les droits d'édition ont été transférés à Kodansha USA. Le manga a été entièrement publié par Kodansha USA dans une édition numérique d'octobre 2016 à février 2017.

### Fiche technique
- Auteur : Kōji Seo
- Édition japonaise : Kōdansha
  - Prépublié dans : Weekly Shōnen Magazine, 3 mars 2004 - 21 septembre 2007
  - Première publication : mai 2004
  - Nombre de volumes : 18 (terminé)
- Édition française : Pika Édition
  - Première publication : mai 2007
  - Nombres de volumes : 18 (terminé)

### Liste des tomes
| no | Japonais          | Japonais          | Français          | Français          |
| no | Date de sortie    | ISBN              | Date de sortie    | ISBN              |
| --- | ----------------- | ----------------- | ----------------- | ----------------- |
| 1 | 15 avril 2004     | 978-4-06-363376-4 | 16 mai 2007       | 978-2-8459-9733-2 |
| Liste des chapitres : - Chapitre 0 : Suzuka (涼風) - Chapitre 1 : Yamato (大和) - Chapitre 2 : Hattori (服部) - Chapitre 3 : Honoka (萌果) - Chapitre 4 : Visite (見舞, Mimai) |                   |                   |                   |                   |
| 2 | 14 juillet 2004   | 978-4-06-363408-2 | 11 juillet 2007   | 978-2-8459-9749-3 |
| Liste des chapitres : - Chapitre 5 : Révélation (片鱗, Henrin) - Chapitre 6 : Orage de printemps (春嵐, Shunran) - Chapitre 7 : Secret (秘密, Himitsu) - Chapitre 8 : Inattendu (空転, Kūten) - Chapitre 9 : Conscience (自覚, Jikaku) - Chapitre 10 : Maladie d'amour (恋患, Koiwazurai) - Chapitre 11 : Promesse (約束, Yakusoku) - Chapitre 12 : Déclaration (告白, Kokuhaku) - Chapitre 13 : Déchirure (失恋, shitsuren) |                   |                   |                   |                   |
| 3 | 16 septembre 2004 | 978-4-06-363429-7 | 17 octobre 2007   | 978-2-8459-9779-0 |
| Liste des chapitres : - Chapitre 14 : Départ (出発, Shuppatsu) - Chapitre 15 : Détermination (決意, Ketsui) - Chapitre 16 : Distance (距離, Kyori) - Chapitre 17 : Sens unique (片想, Kataomoi) - Chapitre 18 : Tourments (焦心, Shōshin) - Chapitre 19 : Refus (拒絶, Kyozetsu) - Chapitre 20 : Ressemblance (相似, Sōji) - Chapitre 21 : Photo (写真, Shashin) - Chapitre 22 : Rival (恋敵, Koigataki) |                   |                   |                   |                   |
| 4 | 16 novembre 2004  | 978-4-06-363456-3 | 12 décembre 2007  | 978-2-8459-9800-1 |
| Liste des chapitres : - Chapitre 23 : Kazuki (和輝, Kazuki) - Chapitre 24 : Abruti (馬鹿, Baka) - Chapitre 25 : Provocation (挑発, Chōhatsu) - Chapitre 26 : Défi (矛先, Hokosaki) - Chapitre 27 : Compétition (勝負, Sōbu) - Chapitre 28 : Conclusion (決着, Ketchaku) - Chapitre 29 : Amélioration (好転, Kōten) - Chapitre 30 : Coup d'œil (視線, Shisen) - Chapitre 31 : Feu d'artifice (花火, Hanabi) |                   |                   |                   |                   |
| 5 | 16 février 2005   | 978-4-06-363489-1 | 20 février 2008   | 978-2-8459-9830-8 |
| Liste des chapitres : - Chapitre 32 : Déclaration de guerre (宣戦, Sensen) - Chapitre 33 : Baiser (口唇, Kōshin) - Chapitre 34 : Emoi (揺動, Yōdō) - Chapitre 35 : Témoin (目撃, Mokugeki) - Chapitre 36 : Découverte (発覚, Hakkaku) - Chapitre 37 : Félicitations (祝福, Shukufuku) - Chapitre 38 : Incident (霹靂, Hekireki) - Chapitre 39 : À deux (二人, Futari) - Chapitre 40 : En famille (実家, Jikka) |                   |                   |                   |                   |
| 6 | 15 mai 2005       | 978-4-06-363532-4 | 23 avril 2008     | 978-2-8459-9854-4 |
| Liste des chapitres : - Chapitre 41 : Les lucioles (蛍袋, Hotarubukuro) - Chapitre 42 : Petite amie (彼女, Kanojo) - Chapitre 43 : Pulsion (衝動, Shōdō) - Chapitre 44 : Remords (後悔, Kōkai) - Chapitre 45 : Averse d'automne (秋雨, Akisame) - Chapitre 46 : Shirakawa (白川) - Chapitre 47 : Petit ami (彼氏, Kareshi) - Chapitre 48 : Conseil (相談, Sōdan) - Chapitre 49 : Shinjuku (新宿) |                   |                   |                   |                   |
| 7 | 14 juillet 2005   | 978-4-06-363556-0 | 18 juin 2008      | 978-2-8459-9884-1 |
| Liste des chapitres : - Chapitre 50 : Cadeau (贈物, Okurimono) - Chapitre 51 : Indifférence (無視, Mushi) - Chapitre 52 : Rupture (別離, Betsuri) - Chapitre 53 : Minable (最低, Saitei) - Chapitre 54 : Décision (決心, Kesshin) - Chapitre 55 : Encouragements (応援, Ōen) - Chapitre 56 : Sentiments sincères (本心, Honshin) - Chapitre 57 : Réconciliation (仲直, Nakane) - Chapitre 58 : Choix (洗濯, Sentaku) - Chapitre 59 : Résignation (覚悟, Kakugo) |                   |                   |                   |                   |
| 8 | 15 septembre 2005 | 978-4-06-363575-1 | 24 septembre 2008 | 978-2-8459-9921-3 |
| Liste des chapitres : - Chapitre 60 : Fruit de l'effort (成果, Seika) - Chapitre 61 : Prise de conscience (本気, Honki) - Chapitre 62 : Errance (彷徨, Hōkō) - Chapitre 63 : Vitesse (加速, Kasoku) - Chapitre 64 : Encouragement (激励, Gekirei) - Chapitre 65 : Piège (落穴, Otoshiana) - Chapitre 66 : Erreur (誤算, Gosan) - Chapitre 67 : Absence (失踪, Shissō) - Chapitre 68 : Perte (喪失, Sōshitsu) - Chapitre 69 : Franchise (本心, Honshin) |                   |                   |                   |                   |
| 9 | 16 novembre 2005  | 978-4-06-363597-3 | 19 novembre 2008  | 978-2-8459-9954-1 |
| Liste des chapitres : - Chapitre 70 : Pensées (相思, Sōshi) - Chapitre 71 : Cimetière (墓参, Bosan) - Chapitre 72 : Amour (相愛, Sōai) - Chapitre 73 : Retour (帰路, Kiro) - Chapitre 74 : Gloire (光輝, Mitsuteru) - Chapitre 75 : Pression (重圧, Jūatsu) - Chapitre 76 : Départ (船出, Funade) - Chapitre 77 : Nom (名前, Namae) - Chapitre 78 : Yokohama (横浜) - Bonus |                   |                   |                   |                   |
| 10 | 15 janvier 2006   | 978-4-06-363623-9 | 21 janvier 2009   | 978-2-8459-9997-8 |
| Liste des chapitres : - Chapitre 79 : Paysage nocturne (夜景, Yakei) - Chapitre 80 : Garde-malade (看病, Kanbyō) - Chapitre 81 : Confiance (信頼, Shinrai) - Chapitre 82 : Responsabilité (肩幅, Katahaba) - Chapitre 83 : Ce qui compte (大切, Taisetsu) - Chapitre 84 : Projet (計画, Keikaku) - Chapitre 85 : Yui (結衣) - Chapitre 86 : Querelle (喧嘩, Kenka) - Chapitre 87 : Réponse (返信, Henshin) - Bonus - Miho (美穂) |                   |                   |                   |                   |
| 11 | 17 avril 2006     | 978-4-06-363657-4 | 18 mars 2009      | 978-2-8116-0025-9 |
| Liste des chapitres : - Chapitre 88 : Approche (接近, Sekkin) - Chapitre 89 : Souvenirs (回想, Kaisō) - Chapitre 90 : Vrais sentiments (本音, Honne) - Chapitre 91 : Jour de l'An (初詣, Hatsumōde) - Chapitre 92 : Yuuka (先輩, Senpai) - Chapitre 93 : Une gamine (子供, Kodomo) - Chapitre 94 : Sur mesure (特注, Tokuchū) - Chapitre 95 : Retraite (再戦, Ritorai) - Chapitre 96 : Secret (隠事, Kakushigoto) - Bonus - Miki (美紀) |                   |                   |                   |                   |
| 12 | 14 juillet 2006   | 978-4-06-363694-9 | 20 mai 2009       | 978-2-8116-0055-6 |
| Liste des chapitres : - Chapitre 97 : Études à l'étranger (留学, Ryūgaku) - Chapitre 98 : Entretiens (面接, Mensetsu) - Chapitre 99 : Réconciliation (和解, Wakai) - Chapitre 100 : Premier jour (初日, Shonichi) - Chapitre 101 : Talent (腕前, Udemae) - Chapitre 102 : Réconfort (安心, Anshin) - Chapitre 103 : Avenir (将来, Shōrai) - Chapitre 104 : Petite lessive (洗物, Araimono) - Chapitre 105 : Chassé-croisé (擦違, Surechigai) - Chapitre 106 : Insatisfaction (不満, Fuman)                                                                                      |                   |                   |                   |                   |
| 13 | 15 septembre 2006 | 978-4-06-363719-9 | 8 juillet 2009    | 978-2-8116-0086-0 |
| Liste des chapitres : - Chapitre 107 : Mauvais jugement (追打, Oiuchi) - Chapitre 108 : Hôpital (病院, Byōin) - Chapitre 109 : Contre-temps (隙間, Sukima) - Chapitre 110 : Le lendemain (明日, Ashita) - Chapitre 111 : Dernière fois (最後, Saigo) - Chapitre 112 : Silence (沈黙, Chinmoku) - Chapitre 113 : Parc (公園, Kōen) - Chapitre 114 : Aéroport (空港, Kūkō) - Chapitre 115 : Yukata (浴衣) - Chapitre 116 : Palpitations (鼓動, Kodō) |                   |                   |                   |                   |
| 14 | 15 décembre 2006  | 978-4-06-363760-1 | 23 septembre 2009 | 978-2-8116-0116-4 |
| Liste des chapitres : - Chapitre 117 : Retrouvailles (再会, Saikai) - Chapitre 118 : Raffinée (洗練, Senren) - Chapitre 119 : Capitaine (主将, Shushō) - Chapitre 120 : Décision (決断, Ketsudan) - Chapitre 121 : Retour au pays (帰国, Kikoku) - Chapitre 122 : Amitié (友達, Tomodachi) - Chapitre 123 : Interrogation (質問, Shitsumon) - Chapitre 124 : Dîner (夕飯, Yūhan) - Chapitre 125 : Remords (悔恨, Kaikon) - Chapitre 126 : Saki (咲希) |                   |                   |                   |                   |
| 15 | 16 mars 2007      | 978-4-06-363805-9 | 18 novembre 2009  | 978-2-8116-0147-8 |
| Liste des chapitres : - Chapitre 127 : Explosion (爆弾, Bakudan) - Chapitre 128 : Recommandation (推薦, Suisen) - Chapitre 129 : Ensemble (一緒, Issho) - Chapitre 130 : Raison (理由, Riyū) - Chapitre 131 : Comme un frère (兄妹, Kyōdai) - Chapitre 132 : Réponses (返答, Hentō) - Chapitre 133 : Impulsion (咄嗟, Tossa) - Chapitre 134 : Assombrissement (暗雲, An'un) - Chapitre 135 : Au dépourvu (不意, Fui) - Chapitre 136 : Patience (我慢, Gaman) |                   |                   |                   |                   |
| 16 | 17 mai 2007       | 978-4-06-363830-1 | 20 janvier 2010   | 978-2-8116-0212-3 |
| Liste des chapitres : - Chapitre 137 : À trois (三人, Sannin) - Chapitre 138 : Inquiétudes (不安, Fuan) - Chapitre 139 : Professeur (先生, Sensei) - Chapitre 140 : Concours (選抜, Serekushon) - Chapitre 141 : Redoublant (浪人, Rōnin) - Chapitre 142 : Célébration (御祝, Oiwa) - Chapitre 143 : Père (父親, Chichioya) - Chapitre 144 : Un pas en avant (一歩, Ippo) - Chapitre 145 : Querelle (決裂, Ketsuretsu) - Chapitre 146 : Premier chapitre (序章, Joshō) |                   |                   |                   |                   |
| 17 | 17 août 2007      | 978-4-06-363867-7 | 17 mars 2010      | 978-2-8116-0241-3 |
| Liste des chapitres : - Chapitre 147 : Température (体温, Taion) - Chapitre 148 : Renouveau (再始, Risutāto) - Chapitre 149 : Fait maison (手製, Tesei) - Chapitre 150 : Voyage (旅行, Ryokō) - Chapitre 151 : Complicité (口裏, Kuchiura) - Chapitre 152 : Audace (決行, Kekkō) - Chapitre 153 : Interruption (断絶, Danzetsu) - Chapitre 154 : Excuses (謝罪, Shazai) - Chapitre 155 : Résultat positif (結実, Ketsujitsu) - Chapitre 156 : Inconcevable (無理, Muri) - Bonus spécial : Beauté, vapeur et violence (美少女×湯煙×バイオレンス, Bishōjo × Yukemuri × Baiorensu) |                   |                   |                   |                   |
| 18 | 17 octobre 2007   | 978-4-06-363899-8 | 19 mai 2010       | 978-2-8116-0282-6 |
| Liste des chapitres : - Chapitre 157 : Espoir (期待, Kitai) - Chapitre 158 : Prière (願事, Negaigoto) - Chapitre 159 : Surprise (吃驚, Bikkuri) - Chapitre 160 : Parents (両親, Ryōshin) - Chapitre 161 : Famille (家族, Kazoku) - Chapitre 162 : Camarades (仲間, Nakama) - Chapitre 163 : Recherche d'emploi (就活, Shūkatsu) - Chapitre 164 : Fin des études (卒業, Sotsugyō) - Chapitre 165 : Demande en mariage (求婚, Puropōzu) - Chapitre 166 : Suzuka (涼風) |                   |                   |                   |                   |

## Anime
En avril 2005, le Weekly Shōnen Magazine a annoncé sur son site web que Suzuka était en cours d'adaptation en anime. Produite par Marvelous, la série est réalisée par Hiroshi Fukutomi au Studio Comet, avec Hiroko Tokita pour la trame générale du scénario, Tadashi Shida en tant que character designer et Masanori Takumi composant la bande originale. Les 26 épisodes sont initialement diffusés au Japon sur TV Tokyo du 6 juillet au 28 décembre 2005. L'anime est très fidèle au manga, reprenant la totalité des 72 premiers chapitres, ce qui correspond aux huit premiers tomes ainsi que la moitié du 9e tome. La principale différence réside dans un amoindrissement du fan service présent au début du manga et une représentation plus chaste (et peut-être un déroulement moins réaliste de par un raccourcissement des scènes) d'une ou deux scènes plus tardives, telles que celle impliquant Honoka et Yamato dans l'épisode 16.
En France, Black Box a publié les deux coffres DVD de la série en 2012. En Amérique du Nord, la série est publiée par Funimation.

### Fiche technique
- Réalisateur : Hiroshi Fukutomi
- Auteurs : Hiroko Tokita, Michiko Itō, Yuka Yamada
- Studio d'animation : Studio Comet
- Produit par : Marvelous
- Nombre d'épisodes : 26
- Durée : 24 minutes
- Première diffusion au Japon : 6 juillet 2005, sur TV Tokyo
- Statut : Fin de diffusion au Japon le 29 décembre 2005
- DVD : 9, tous sortis au Japon.

### Musiques
Les chansons des génériques sont interprétées par le groupe COACH☆, qui est composé des seiyū Ai Hayashi, Satomi Akesaka, Hatsumi Miura, Yumiko Hosono et Michie Kitaura.
Générique d'ouverture
1. Start Line (スタートライン, Sutātorain?), écrite et composée par Masanori Takumi, avec des paroles de TOMBOW.

Génériques de fin
1. Aoi FIELD (青いフィールド, Aoi Fīrudo?), composée par POM, sur un arrangement de can / goo et Koichiro Tokinori, avec des paroles de TAPIKO ;
2. Kimi no koto (君のこと?), écrite et composée par Masanori Takumi, avec des paroles de TOMBOW.

### Œuvres
Édition japonaise
1. 1 2  (ja) « 涼風（１） », sur Kōdansha
2. 1 2  (ja) « 涼風（２） », sur Kōdansha
3. 1 2  (ja) « 涼風（３） », sur Kōdansha
4. 1 2  (ja) « 涼風（４） », sur Kōdansha
5. 1 2  (ja) « 涼風（５） », sur Kōdansha
6. 1 2  (ja) « 涼風（６） », sur Kōdansha
7. 1 2  (ja) « 涼風（７） », sur Kōdansha
8. 1 2  (ja) « 涼風（８） », sur Kōdansha
9. 1 2  (ja) « 涼風（９） », sur Kōdansha
10. 1 2  (ja) « 涼風（１０） », sur Kōdansha
11. 1 2  (ja) « 涼風（１１） », sur Kōdansha
12. 1 2  (ja) « 涼風（１２） », sur Kōdansha
13. 1 2  (ja) « 涼風（１３） », sur Kōdansha
14. 1 2  (ja) « 涼風（１４） », sur Kōdansha
15. 1 2  (ja) « 涼風（１５） », sur Kōdansha
16. 1 2  (ja) « 涼風（１６） », sur Kōdansha
17. 1 2  (ja) « 涼風（１７） », sur Kōdansha
18. 1 2  (ja) « 涼風（１８） », sur Kōdansha

Édition française
1. 1 2  « Tome 01 », sur manga-news.com
2. 1 2  « Tome 02 », sur manga-news.com
3. 1 2  « Tome 03 », sur manga-news.com
4. 1 2  « Tome 04 », sur manga-news.com
5. 1 2  « Tome 05 », sur manga-news.com
6. 1 2  « Tome 06 », sur manga-news.com
7. 1 2  « Tome 07 », sur manga-news.com
8. 1 2  « Tome 08 », sur manga-news.com
9. 1 2  « Tome 09 », sur manga-news.com
10. 1 2  « Tome 10 », sur manga-news.com
11. 1 2  « Tome 11 », sur manga-news.com
12. 1 2  « Tome 12 », sur manga-news.com
13. 1 2  « Tome 13 », sur manga-news.com
14. 1 2  « Tome 14 », sur manga-news.com
15. 1 2  « Tome 15 », sur manga-news.com
16. 1 2  « Tome 16 », sur manga-news.com
17. 1 2  « Tome 17 », sur manga-news.com
18. 1 2  « Tome 18 », sur manga-news.com